# Majakite
La majakite è un minerale.